# Tomislav Duka (nogometaš)
Tomislav Duka (Split, 7. rujna 1992.) hrvatski je nogometni vratar. Trenutačno igra za Dugopolje.

## Priznanja

### Klupska
CFR Cluj
- Prvak Rumunjske (1): 2017./18.

Žalgiris
- A lyga (2): 2021., 2022.
- Litavski nogometni kup (2): 2021., 2022.

## Vanjske poveznice
- Romaniansoccer.ro
- Football Statistics  Arhivirana inačica izvorne stranice od 9. ožujka 2021. (Wayback Machine)
- Transfermarkt
- Welfussball
- Statistike hrvatskog nogometa